# Jimmy Reece
Jimmy Reece (n. 17 noiembrie 1929, Oklahoma City, SUA – d. 28 septembrie 1958, Trenton, SUA) a fost un pilot de Formula 1. De-a lungul carierei a luat startul în 6 curse, niciuna din pole-position. Nu a câștigat nicio cursă și nu a terminat niciodată pe podium, acumulând 0 puncte în întreaga activitate ca pilot de Formula 1.